# Xử lý tín hiệu số
Công nghệ xử lý tín hiệu số là công nghệ bùng nổ nhanh chóng trong ngành công nghiệp điện tử và viễn thông hiện nay. Xử lý tín hiệu số có nhiều ứng dụng đa dạng, ví dụ như trong lĩnh vực điện tử y sinh, trong điều chỉnh động cơ diesel, xử lý thoại, các cuộc gọi điện thoại khoảng cách xa, xử lý tiếng nói, xử lý âm thanh, và tăng cường chất lượng hình ảnh và truyền hình. Các công nghệ nén MPEG hay WMV hiện nay đều dựa trên tiến bộ của công nghệ xử lý tín hiệu số.
Ứng dụng:
DSP (công nghệ xử lý tín hiệu số) là một công nghệ được sử dụng để thiết lập các vị trí lọc khác nhau và nhằm tránh can nhiễu. Các bộ lọc âm thanh audio tiêu chuẩn đưa ra một dải audio nhất định được gọi là dải thông. Để tránh can nhiễu giữa các kênh gần kề, máy thu tín hiệu analog truyền thống kết hợp với các bộ lọc dải hẹp cho phép nghe được tín hiệu ở dải thông hẹp hơn. Với dải thông hẹp, audio ở dải hẹp hơn từ các tín hiệu khác có thể ảnh hưởng đến tín hiệu mà bạn đang nghe. Chỉ có một vấn đề là do các vị trí bộ lọc hẹp nên các audio ở dải hẹp hơn có thể đi qua và tín hiệu sẽ phát ra tiếng như bị tắc. Một số bộ lọc CW dải cực hẹp đi qua audio quá nhỏ đến nỗi gần như không có tác dụng đối với các truyền dẫn thoại.
Hiện nay có một số xu hướng trong điều khiển động cơ. Trong một số trường hợp, vấn đề cần quan tâm chỉ đơn giản là điều khiển tốc độ, gia tốc, mômen hoặc các thuộc tính khác của động cơ trên cơ sở tín hiệu điều khiển đầu vào là từ phía con người, chẳng hạn như qua bảng điều khiển.
Texas Instruments (TI) cũng bắt đầu tham dự thị trường động cơ công nghiệp. TI thống lĩnh thị trường bộ điều khiển truyền động cho đĩa cứng nhưng đã giới thiệu chip mới nhắm vào điều khiển động cơ công nghiệp vào cuối năm sau đó. Bộ điều khiển DSP TMS320C240 tổ hợp lõi C2xLP của công ty với bộ quản lý sự kiện tối ưu hóa điều khiển chuyển động, các bộ biến đổi A/D kép và các ngoại vi kiểu MCU. Sản phẩm với bộ nhớ flash đã hiện hữu cho các mục đích phát triển. Hiện nay Hãng ND-Tech là nhà sản xuất, cung cấp và phát triển sản phẩm bộ xử lý tín hiệu số (phần cứng và phần mềm) trên nền hệ thống DSP TMS320C6000 của hãng Texas Instruments Incorporated – Mỹ.